# Eublemma patruelis
Eublemma patruelis är en fjärilsart som beskrevs av Augustus Radcliffe Grote 1876. Eublemma patruelis ingår i släktet Eublemma och familjen nattflyn. Inga underarter finns listade i Catalogue of Life.